# 西遊馬
西遊馬（にしあすま）は、埼玉県さいたま市西区の大字。郵便番号は331-0061。さいたま市の難読地名の一つに数えられる。 

## 地理
さいたま市西区西部の沖積平野に位置する。地区の中央を2本の自然堤防が南北に見られる。荒川の堤防沿いに位置し、西約半分が堤外の河川敷となっている。一部は荒川右岸側にあり、これは荒川がかつて現在よりも西を流れていた名残である。指扇周辺は西遊馬団地など住宅地となっているが、南部は専ら農地となっている。新川が流れ、水田の余水を排水していた。北部は滝沼川が流れる。荒川堤防では堤防の嵩上げ工事としてさいたま築堤事業が進行している。地内に防災ステーションも建設する予定となっている。

## 歴史
もとは江戸期より存在した武蔵国足立郡植田谷領に属する遊馬村で、古くは内野郷水判土荘に属していたと云われている。さらに古くは室町期より見出せる遊馬郷であった。遊馬は『武蔵田園簿』では遊間とも書かれた。村高は正保年間の『武蔵田園簿』では775石余（田45町余、畑27町余）、『元禄郷帳』では887石余、『天保郷帳』では874石余であった。助郷は中山道大宮宿に出役していたが、正徳・安永年間は日光御成街道大門宿にも加助郷していた。化政期の戸数は190軒で、村の規模は東西3町、南北10町であった。
地名の起源は湿地帯（アソ）の狭間に位置することに由来する。当地は荒川や古入間川に近い低湿な後背湿地で、至る所に沼沢地があった。
- 初めは幕府領、1632年（寛永9年）より一部の知行が旗本丸毛氏、1633年（寛永10年）より幕府領の一部が旗本森川氏および西山氏となり、幕府領および旗本3氏の相給となる[6]。なお、検地は1611年（慶長16年）および1689年（元禄2年）に実施[7]。
- 1645年（正保元年）より森川氏知行分が幕府領、1651年（慶安4年）より幕府領の一部が旗本本目氏の知行となり、幕府領および旗本3氏の相給となる[6]。
- 1828年（文政11年）より大宮宿寄場55か村組合に所属していた[6]。
- 幕末の時点では足立郡に属し、明治初年の『旧高旧領取調帳』の記載によると、本目権兵衛・丸毛五郎兵衛・西山大吉の知行[8]。
- 1868年（慶応4年）6月19日 - 武蔵知県事・山田政則（忍藩士）の管轄となる。
- 1869年（明治2年） 
  - 1月13日 - 武蔵知県事・宮原忠英の管轄区域に大宮県を設置、同県の管轄となる。県庁は東京府馬喰町に置かれる。
  - 9月29日 - 県庁が浦和に置かれ浦和県に改称。
  - 12月2日 - 旗本領が上知され、浦和県の管轄となる（府藩県三治制も参照）。
- 1871年（明治4年）11月13日 - 第1次府県統合により埼玉県の管轄となる。
- 1873年（明治6年）6月1日 - 高城寺の一部を仮用して遊馬学校（現さいたま市立馬宮東小学校）が開設される[9][10]。
- 1879年（明治12年）3月17日 - 郡区町村編制法により成立した北足立郡に属す（郡役所は浦和宿に設置）。郡内に同名の村が所在（東遊馬村、現草加市遊馬町）するため、西を冠し西遊馬村と改称した[11]。
- 1889年（明治22年）4月1日 - 町村制施行に伴い、北足立郡西遊馬村・土屋村・二ッ宮村・飯田新田・植田谷本村新田の一部が合併し、馬宮村が成立。馬宮村の大字西遊馬となる[11]。
- 1955年（昭和30年）1月1日 - 指扇村・馬宮村・植水村・片柳村・七里村・春岡村が大宮市へ編入合併され[12]、大宮市の大字となる。また、地内189-1番地に馬宮公民館が開設される[13]。
- 1967年（昭和42年） - 一部が大字二ツ宮および大字土屋へ編入される。また、大字土屋の一部が編入される[11]。
- 1971年（昭和46年）6月1日 - 町名地番変更により、大字西遊馬の一部から湯木町一丁目・二丁目が成立[14][11]。
- 1976年（昭和51年）4月1日 - 地内に埼玉県立大宮武蔵野高等学校が開校する[15]。
- 2001年（平成13年）5月1日 - 浦和市・大宮市・与野市と合併し、さいたま市が発足。同市の大字となる。
- 2002年（平成14年）5月7日 - 地内に馬宮コミュニティセンターが開館する[16]。
- 2003年（平成15年）4月1日 - さいたま市が政令指定都市に移行し、同市西区の大字となる。

### 遊馬村に存在していた小字
- 金山[17]
- 宿
- 氷川下
- 田向
- 井戸尻
- 寺の下
- 東間（あづま）
- 茶の木
- 本村
- 合土道下
- 合土道上
- 上サ（かみさ）
- 前田道上
- 前田道下
- 押切
- 会の谷
- 高木
- 谷向
- 俵ヶ戸
- 五庵
- 浄蓮坊
- 湯木
- 角野
- 谷中道下
- 谷中道上
- 東間前（あづままえ）
- 西の脇
- 渋の谷
- 土屋後

## 世帯数と人口
2017年（平成29年）9月1日時点の世帯数と人口は以下の通りである。
| 大字   | 世帯数    | 人口    |
| ------ | --------- | ------- |
| 西遊馬 | 1,936世帯 | 4,348人 |

## 小・中学校の学区
市立小・中学校に通う場合、学区（校区）は以下の通りとなる。
| 区域 | 小学校                   | 中学校                 |
| --- | ------------------------ | ---------------------- |
| 406 - 478番地 | さいたま市立栄小学校     |                        |
| 上記以外（小学校） | さいたま市立馬宮東小学校 |                        |
| 206 - 234番地、405 - 454番地、479 - 3534番地、4321番地 4336 - 4345番地1、4366・4367番地、4369 - 4373番地1 4373番地3 - 4374番地1、4413番地2、4414・4414番地1 4415・4415番地1、4416番地2、4432 - 4574番地 4580 - 4600番地、5041 - 5045番地 |                          | さいたま市立土屋中学校 |
| 上記以外（中学校） | さいたま市立馬宮中学校   |                        |

## 交通

### 鉄道
- 地区内をJR川越線が横断するが駅はない。最寄駅は指扇駅である。

### 道路
- 国道16号（西大宮バイパス） - 上江橋が架かる。
- 埼玉県道2号さいたま春日部線（旧・国道16号）
- 埼玉県道57号さいたま鴻巣線

### バス
いずれも西武バス大宮営業所が管轄・受託

#### 一般路線バス
大宮駅西口 - 三橋五丁目 - 西遊馬線
大宮駅西口 - 三橋五丁目 - 西遊馬 - 川越グリーンパーク線
大宮駅西口 - 水判土 - 西遊馬 - 指扇線

#### コミュニティバス
さいたま市西区コミュニティバス

## 寺社
- 曹洞宗高城寺
- 宿下薬師堂
- 西遊馬氷川神社
- 八幡神社
- 笠間稲荷神社
- 榎稲荷神社

## 施設
- さいたま市西区役所区民生活部 馬宮支所
- さいたま市消防局西消防署西遊馬出張所
- 馬宮コミュニティセンター
  - 馬宮図書館
- 埼玉県立大宮武蔵野高等学校
  - 埼玉県立大宮北特別支援学校さいたま西分校
- さいたま市立馬宮東小学校
- 埼玉栄高校グラウンド
- 市立馬宮保育園
- 西遊馬保育園
- 指扇駅前郵便局
- 西遊馬高木自治会館
- 西遊馬上サ自治会館
- 仲野自治会館
- 本村自治会館
- JAさいたま 馬宮支店
- 宝来インターチェンジ
- 西遊馬団地
- 市営指扇団地
- 西遊馬公園
- 西遊馬北公園
- 全印健保球場